# Mateusz Morawiecki

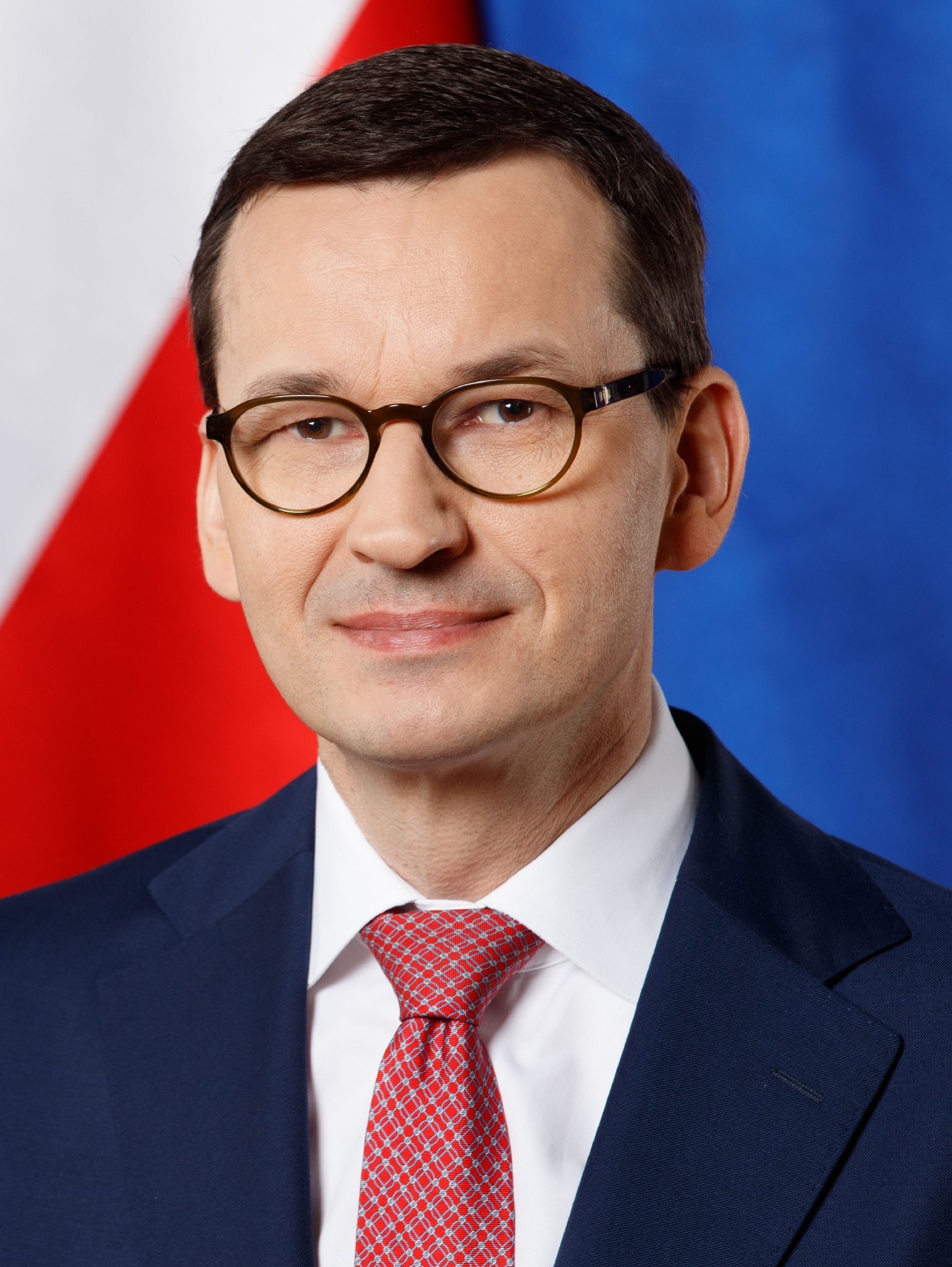
Mateusz Morawiecki (2019)

Mateusz Jakub Morawiecki [maˈtɛuʃ jakub mɔraˈvjɛt͡ski] (* 20. Juni 1968 in Breslau) ist ein polnischer Politiker (PiS). 
Er war vom 11. Dezember 2017 bis zum 13. Dezember 2023 Ministerpräsident der Republik Polen (Kabinette Morawiecki I, II und III). Zuvor war er stellvertretender Ministerpräsident sowie Wirtschafts- und Finanzminister im Kabinett von Beata Szydło. Seit 2019 gehört er dem Sejm in der IX. und X. Wahlperiode an.

## Herkunft, Jugend und Ausbildung

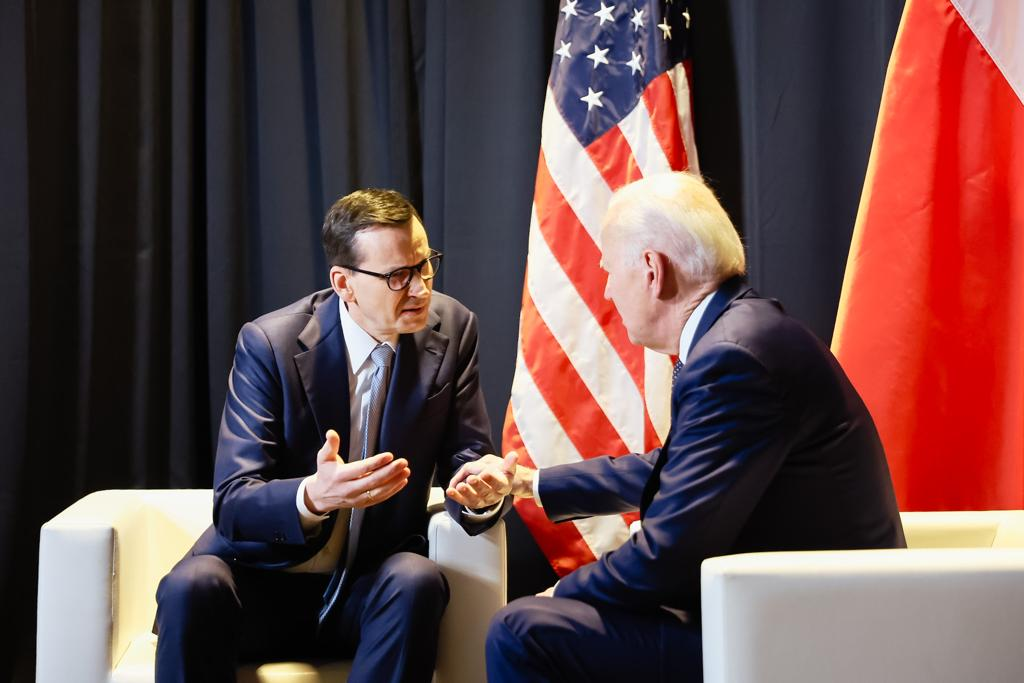
Mateusz Morawiecki und US-Präsident Joe Biden während eines Gesprächs in Warschau, 2023

Morawiecki ist Sohn des antikommunistischen Dissidenten und Politikers Kornel Morawiecki und engagierte sich als Jugendlicher ebenfalls für die politische Opposition in der damaligen Volksrepublik Polen. Während des Kriegsrechts war er zusammen mit anderen Aktivisten am Druck und Vertrieb von Veröffentlichungen der politischen Untergrundpresse beteiligt. 1986 begann er unter Pseudonymen selbst Artikel zu schreiben, die hauptsächlich im Biuletyn Dolnośląski veröffentlicht wurden.
1987 legte Morawiecki am Juliusz-Słowacki-Lyzeum in Breslau die Reifeprüfung ab. Als Student der Universität Breslau war er im Unabhängigen Studentenverband aktiv und Mitglied der von seinem Vater mitgegründeten „Kämpfenden Solidarność“. Zwischen 1988 und 1989 nahm er darüber hinaus an Besetzungsstreiks teil und war Mitorganisator des Klub Myśli Politycznej „Wolni i Solidarni“ (Klub der Politischen Meinung „Freie und Solidarische“), wofür er mehrmals aus politischen Gründen verprügelt, verhört und verhaftet wurde. 
Morawiecki beendete sein Studium der Geschichtswissenschaft 1992 mit einer Magisterarbeit zum Thema Die Genese und die ersten Jahre der ‚Kämpfenden Solidarność‘ (mit Interviews mit 53 Oppositionellen). Ein Jahr später absolvierte er an der Technischen Universität Breslau sowie der Central Connecticut State University ein Studium der Betriebswirtschaftslehre, wonach er 1995 das Diplom des Master of Business Administration an der Wirtschaftsakademie Breslau erlangte.

## Berufliche Karriere
Mit Zbigniew Jagiełło, dem späteren Vorstandsvorsitzenden der PKO Bank Polski, verbindet Morawiecki seit dem Wirken in der „Kämpfenden Solidarność“ eine enge Freundschaft. Nach der politischen Wende hatten beide zunächst mit Kleidung gehandelt und Reklametafeln vermietet. 1989 gründeten sie die Handelsgesellschaft Reverentia, die unter anderem medizinische Ausstattung, Brandschutzmittel und Gartenartikel vertrieb und im Jahr darauf in einen Verlag umgewandelt wurde. Nebenbei schrieb Morawiecki als Redakteur für die Zeitschrift Dwa Dni und arbeitete von 1992 bis 1995 als Unternehmensberater für Verlage, Werbeagenturen und Finanzinstitute.
Ab 1995 konzentrierte sich Morawiecki vollständig auf Tätigkeiten im Finanzsektor und absolvierte unter anderem ein Praktikum bei der Deutschen Bundesbank. 1996 bis 1997 führte er Forschungsprojekte im Bereich des Bankwesens und der Makroökonomie an der Universität Frankfurt. Im gleichen Jahr schloss er an der Universität Hamburg ein Aufbaustudium im Bereich des europäischen Rechts und der wirtschaftlichen Integration ab. Danach studierte er von 1995 bis 1997 an der Universität Basel (Schweiz). In Zusammenarbeit mit dem Juristen Frank Emmert veröffentlichte er ferner das Handbuch für europäisches Recht.
1998 bis 2001 war er zudem Mitglied im Aufsichtsrat des städtischen Energieversorgungsbetriebes in Wałbrzych sowie der polnischen Industrie-Entwicklungs-Agentur in Warschau. Zur gleichen Zeit arbeitete er bei der Bank Zachodni und war unter anderem Berater des Vorstandsvorsitzenden. 2001 wurde er nach der Fusionierung mit der Wielkopolski Bank Kredytowy Vorstandsmitglied der neuen Bank Zachodni WBK. Ab Mitte 2007 leitete er für acht Jahre deren Vorstand. Durch die Fusion und den Anschluss an die spanische Banco Santander stieg die Bank Zachodni WBK unter Morawiecki zu Polens drittgrößter Bank auf. 2014 verdiente Morawiecki als Vorstandschef über 1,76 Millionen Złoty (umgerechnet 450.000 Euro).

## Politische Karriere

### Bis 2017
1998 wurde Morawiecki Stellvertreter im polnischen Ausschuss für Europäische Integration in der Abteilung für Beitrittsverhandlungen. Er war Mitglied einer ministeriellen Gruppe, welche die Beitrittsbedingungen Polens in die Europäische Union in mehreren Bereichen zu verhandeln hatte. Als Repräsentant der „Wahlaktion Solidarność“ saß Morawiecki bereits 1998 bis 2002 als Abgeordneter im Regionalparlament der Woiwodschaft Niederschlesien.
2010 wurde er von Ministerpräsident Donald Tusk in den polnischen Wirtschaftsrat berufen. In diesem Amt lobte er in Interviews und bei öffentlichen Auftritten die Wirtschaftspolitik des Kabinetts Tusk.
Über die ebenfalls aus Breslau stammende Vizevorsitzende und Wirtschaftsexpertin der Partei Prawo i Sprawiedliwość (PiS), Aleksandra Natalli-Świat, näherte sich Morawiecki der PiS an. Ihre Rolle übernahm nach dem 10. April 2010 Beata Szydło, für die Morawiecki Analysen und Stichpunkte für Debatten und Auftritte verfasste, noch bevor Szydło Ministerpräsidentin wurde. Am 16. November 2015 wurde er im Kabinett von Beata Szydło zum Wirtschaftsminister ernannt und ist seit dem 28. September 2016 auch Finanzminister. Seit 2016 gehört er auch selbst offiziell der PiS an.
Ein Schwerpunkt seiner Tätigkeit als Finanzminister lag in der Re-Polonisierung der polnischen Banken. In Polen tätige Banken im ausländischen Eigentum wurden auf freiwilliger Basis von staatlich kontrollierten polnischen Unternehmen gekauft.

### Amtszeit als Ministerpräsident
Im Zuge einer Regierungsumbildung beschloss die PiS am 7. Dezember 2017, dass Morawiecki die bisherige Ministerpräsidentin Beata Szydło nach ihrem Rücktritt ablösen solle. Am 11. Dezember 2017 wurde er zum neuen Ministerpräsidenten Polens ernannt. Beata Szydło blieb in der Regierung als seine Stellvertreterin. Nach Berichten der polnischen Presse schloss sie sich mit dem rechtsextremen Justizminister Zbigniew Ziobro, der als Morawieckis politischer Rivale gilt, zusammen, um die auf Kompromisse mit der EU abzielende Politik Morawieckis zu hintertreiben. Bei der Sejmwahl 2019 gelang ihm erstmals die Wahl in das Parlament. Anschließend wurde er erneut zum Ministerpräsidenten ernannt.
Im Zuge des Krieges in der Ukraine reiste Morawiecki am 15. März 2022 zusammen mit dem polnischen Vize-Ministerpräsidenten Jarosław Kaczyński zu Gesprächen in die belagerte Hauptstadt Kiew. Ebenfalls an dem Besuch beteiligt waren der slowenische Ministerpräsident Janez Janša sowie der tschechische Ministerpräsident Petr Fiala.
Nach den Parlamentswahlen 2023, bei der er erneut in den Sejm gewählt worden war, machten ihn Parteigänger des Justizministers Zbigniew Ziobro für die Niederlage des Regierungslagers verantwortlich. Es sei Morawieckis fundamentaler Fehler gewesen, überhaupt mit der EU-Kommission über deren Forderungen zur Wiederherstellung der Rechtstaatlichkeit in Polen zu reden. Das Magazin Polityka schrieb, dass es Morawiecki nicht gelungen sei, die Vorwürfe zu entkräften; er habe oft faktenwidrige Angaben über angebliche Erfolge seines Kabinetts gemacht. Morawiecki habe deshalb im Volksmund den Spitznamen „Pinocchio“ bekommen.
Morawiecki trat am 13. November 2023 formal zurück, wurde aber mit der Fortführung der Amtsgeschäfte betraut. Trotz fehlender Mehrheit im Parlament wurde Morawiecki von Staatspräsident Duda erneut mit einer Regierungsbildung beauftragt. Sein neues Kabinett (Kabinett Morawiecki III) wurde am 27. November 2023 vereidigt, verlor aber bereits 14 Tage später erwartungsgemäß eine vorgeschriebene Vertrauensabstimmung.

### Nach der Regierungszeit
Im Januar 2025 wurde Morawiecki als Nachfolger Giorgia Melonis zum Vorsitzenden der Partei Europäische Konservative und Reformer (EKR), einem Zusammenschluss nationalkonservativer und rechtspopulistischer Parteien auf europäischer Ebene, gewählt.

## Familie
Morawiecki ist seit Anfang der 1990er Jahre mit seiner Frau Iwona verheiratet. Sie haben zwei Töchter und zwei Söhne. Nach polnischen Presseberichten war er vor seinem Einstieg in die Landespolitik auch in der Immobilienbranche aktiv; nach der Übernahme politischer Posten in Warschau habe seine Frau die Geschäfte fortgeführt. Mehrere Medien veröffentlichten amtliche Dokumentation über den Immobilienbesitz der Familie. Das Privatvermögen des Ehepaars wurde auf 120 Millionen Złoty (rund 27 Millionen Euro) geschätzt.

## Auszeichnungen
2013 wurde Morawiecki mit dem Kreuz der Freiheit und Solidarität anlässlich seines Engagements für Bürgerrechte und die Souveränität Polens ausgezeichnet. 2015 wurde ihm der Ritterorden „Polonia Restituta“ für außerordentliche Verdienste verliehen.

## Positionen

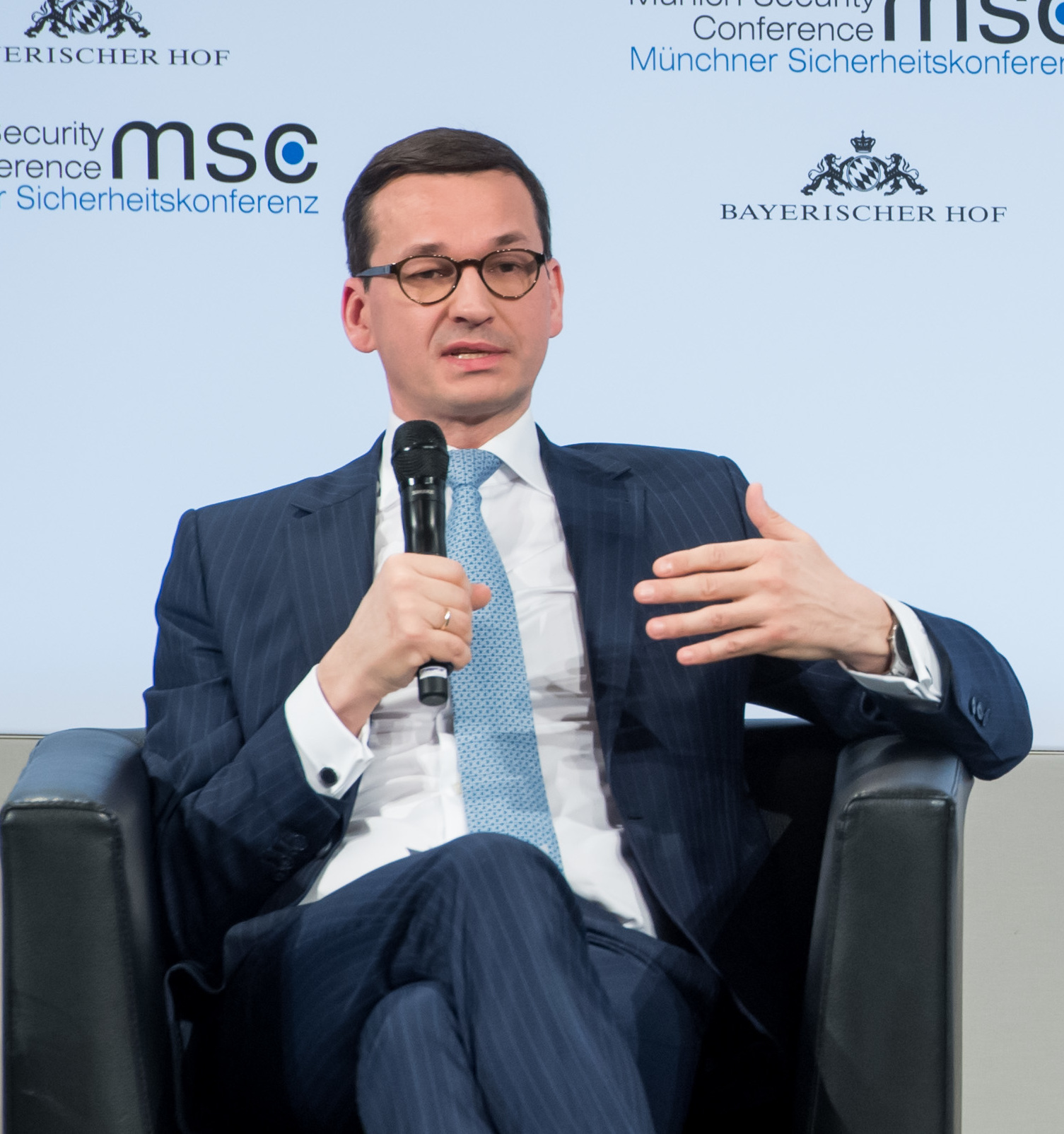
Morawiecki während der 54. MSC 2018

2010, kurz bevor Morawiecki Berater des Premierministers Donald Tusk wurde, forderte er, das Renteneintrittsalter zu erhöhen. Als Ministerpräsident vertrat Morawiecki eine gegenteilige Position, er verteidigte 2023 die Rückkehr der PiS-Regierung zu dem früheren niedrigen Renteneintrittsalter.
Innenpolitisch war Morawiecki als Superminister verantwortlich für die Finanzierung der sozialpolitischen Reformen der PiS, deren Flaggschiffe er im 2016 eingeführten Kindergeldprojekt Rodzina 500 plus und dem Bauprogramm Mieszkanie plus sieht. 2017 äußerte er, die Daten zur Bestimmung des polnischen Bruttoinlandsproduktes seien in der Vergangenheit durch Steuerbetrug erheblich verfälscht worden.
Außenpolitisch gilt Morawiecki als weniger EU-kritisch als Szydło, so sagte er etwa: „Wir können gemeinsam, ob als Tandem oder im Weimarer Dreieck mit Frankreich, ein guter Grundstock für die Erneuerung der EU sein. Wir sind sehr pro-EU. Aber nicht für eine utopische EU, für Vereinigte Staaten oder ein föderales Europa. Ich denke, wir sind noch entschiedener für den Zusammenhalt der EU als die Bevölkerung Deutschlands.“ Eugeniusz Smolar vom polnischen Zentrum für Internationale Beziehungen äußerte hingegen: „Außenpolitisch ist Morawiecki bisher ein Rätsel. Er wird sicher harte nationale Parolen verwenden, aber er weiß auch sehr gut, wie wichtig es ist, dass Polen immer neue ausländische Investitionen anzieht.“
Als Reaktion auf einen rassistischen Vorfall in Warschau äußerte Morawiecki im Januar 2018: „In Polen gibt es keinen Platz für Rassismus. Wir werden alles tun, um Polen für alle sicher zu machen.“
Am Rande der Münchner Sicherheitskonferenz wurde Morawiecki im Februar 2018 von dem israelischen Journalisten Ronen Bergman mit Bezug auf das polnische Holocaust-Gesetz gefragt, ob er sich nun strafbar mache, wenn er über die Geschichte seiner Mutter spreche – deren Familie sei während der NS-Besatzung von Polen an die deutschen Besatzer verraten worden. Morawiecki verneinte: Es habe durchaus auch polnische Täter gegeben, „so wie es jüdische Täter, russische, ukrainische und nicht nur deutsche Täter gab.“  Die Behauptung, es habe „jüdische Täter“ beim Holocaust gegeben, löste verbreitet Empörung aus. Der israelische Ministerpräsident Benjamin Netanjahu nannte den Satz „abscheulich“, er zeige Morawieckis „Unfähigkeit, Geschichte zu verstehen“. Ronald Lauder, der Präsident des Jüdischen Weltkongresses, rückte den Satz in die Nähe einer Geschichtsfälschung und verlangte, Morawiecki solle sich bei allen Juden entschuldigen.
Nach dem Giftanschlag auf den russischen Oppositionellen Nawalny plädierte Morawiecki dafür, das Pipeline-Projekt Nord Stream 2 aufzugeben.
Im August 2022 schrieb Morawiecki in einem Gastbeitrag bei Die Welt, dass es einen deutsch-französischen Imperialismus in der Europäischen Union (EU) gebe und die EU-Bürger es „mit einer formalen Demokratie und einer faktischen Oligarchie zu tun“ haben. In einem im April 2024 erschienenen Interview der ungarischen Zeitschrift Mandiner wurde Morawiecki mit den Worten zitiert: „Brüssel ist eine Bedrohung für das demokratische Europa.“ Auf einer Pressekonferenz in Budapest nannte er den ungarischen Premier Viktor Orbán seinen Freund, Budapest sei eine „Stadt des freien Wortes“.
Im Januar 2023 erklärte Morawiecki, er persönlich sei für die Wiedereinführung der Todesstrafe; ein Sprecher der Regierung stellte allerdings klar, dass eine derartige Gesetzesänderung nicht geplant sei.